# Список особо охраняемых природных территорий Ульяновской области
На территории Ульяновской области находятся следующие особо охраняемые природные территории (ООПТ): 1 национальный парк, 16 заказников, 125 памятников природы областного значения и ряд ООПТ местного значения (парков, лесопарков и иных). На территории области находится также частично охранная зона заповедника Приволжская лесостепь (сам заповедник находится в соседней Пензенской области).

## Список ООПТ Ульяновской области

### Национальный парк
- Сенгилеевские горы

### Заказники
- Новочеремшанский государственный охотничий заказник[4]
- Майнский государственный охотничий заказник[5][6]
- Базарносызганский государственный охотничий заказник[7]
- Сенгилеевский государственный охотничий заказник[8][9]
- Государственный охотничий заказник «Сосновский»[10][11]
- Государственный охотничий заказник Сурские вершины[12][13]
- Черемшанский государственный ихтиологический заказник[14][15]
- Ульяновский государственный палеонтологический заказник[16][17]
- Заказник «Шиловская Лесостепь»[18][19]
- Сенгилеевский палеонтологический заказник[20][9]
- Новоникулинский заказник[21][22]
- Теренгульский ихтиологический заказник[23][24]
- Бахтеевские увалы[25][26]
- Богдановский заказник[27][28]
- Вязовские балки[29]
- Сурские Вершины[30][31]

### Памятники природы
На 2020 год в Ульяновской области существуют 125 памятников:
- 001 «Баевское окаменелое дерево»[33]
- 002 Винновская роща
- 003 Юловский пруд[34]
- 004 Языковский парк[35]
- 005 Озеро Белое
- 006 Озеро Песчаное[36]
- 007 Родник Тимай[37]
- 008 Реликтовые леса
- 009 Акшуатский дендропарк
- 010 Брехово болото[38]
- 011 Лесные кварталы с 13 по 21 Барышского лесничества с преобладанием ценного лекарственного сырья[39]
- 012 Лесные кварталы № 42, 43, 50, с преобладанием шиповника коричного[40]
- 013 Озеро Поганое[41]
- 014 Озеро Светлое с лесными кварталами 14, 15, 21, 22[42]
- 015 Реликтовые леса[43]
- 016 Реликтовые леса Кувайские[44]
- 017 Реликтовые насаждения в кв. 80, 81 Глотовского лесничества[45][46]
- 018 Реликтовый участок леса вокруг озера Крячок[47][48]
- 019 Реликтовые леса усадьбы Огарева[49]
- 020 Болото Нижнебритвенное[50]
- 021 Болото Верхнебритвенное[51]
- 022 Обнажение верхнеюрских отложений
- 023 Скрипинские кучуры
- 024 Ундоровский минеральный источник
- 025 Берег Орланов[52]
- 026 Болото Шемуршинское[53]
- 027 Горный сосняк на палеогене кв. 8
- 028 Горный сосняк на верхнемеловых отложениях[54]
- 029 Исток реки Сызранки[55]
- 030 Исток реки Суры[56]
- 031 Исток реки Цильна[57]
- 032 Колония серых цапель[58]
- 033 Пойменный луг с популяцией рябчика шахматовидного (Рябчиковый луг)[59]
- 034 Чекалинское озеро
- 035 Малая Атмала[60]
- 036 Вишенская степь[61]
- 037 Долина реки Смородинки[62]
- 038 Зимина гора[63]
- 039 Исток реки Свияга
- 040 Колония пчёл[64]
- 041 Лесные верховья реки Сенгилейки[65]
- 042 Озеро Пичерское[66]
- 043 Оползневый цирк[67][68]
- 044 Останец Гранное Ухо[69]
- 045 Останец с выходом коньякских пород[70]
- 046 Остров «Борок»
- 047 Лесополоса Генко
- 048 Участок ковыльной степи[71]
- 049 Болото Кочкарь[72]
- 050 Родник Дубровка[73]
- 051 Родник Окненный[74]
- 052 Родник «Отрада»[75][76]
- 053 Родник Юловский[77]
- 054 Зотово озеро[78]
- 055 Экопарк Чёрное озеро[79]
- 056 Реликтовая аллея сосны[80]
- 057 Болото Малое[81]
- 058 Болото Моховое[82]
- 059 Исток реки Барыш[83]
- 060 Исток реки Избалык[84]
- 061 Культуры лиственницы сибирской[85]
- 062 Культуры сосны обыкновенной[86]
- 063 Новодольский парк[87]
- 064 Пальцинский остров
- 065 Реликтовая аллея сосны обыкновенной[88]
- 066 Родник Богомольный[89]
- 067 Серовская дача[90]
- 068 Исток реки Инза[91]
- 069 Беркулейский бор[92]
- 070 Большие родники
- 071 Карельская береза[93]
- 072 Культура сосны Должниковского лесничества[94]
- 073 Лесная Жемчужина
- 074 Лесные культуры сосны[86]
- 075 Ляховские меловые склоны[95]
- 076 Озеро Светлое с лесными массивами[96]
- 077 Озеро Утиное[97]
- 078 Реликтовый лес[98]
- 079 Родник Белый ключ[99]
- 080 Родник Томыловский[100]
- 081 Сибирский кедр[101]
- 082 Карамзинский сквер (Сквер Карамзина)[102]
- 083 Ульяновский дендропарк[103]
- 084 Урочище Орешник
- 085 Черничники[104]
- 086 Болото Конское[105]
- 087 Болото Моховое[106]
- 088 Болото Моховое-Долгое[107]
- 089 Болото Моховое-9[108]
- 090 Маришка (родник)[109]
- 091 Реликтовая аллея сосны[110][111][112]
- 092 Реликтовые леса у Юловского пруда[113]
- 093 Наяновка[114]
- 094 Красногуляевские пещеры[115]
- 096 Исток реки Тимерсянки[116]
- 097 Попов родник[117]
- 098 Болото им. Болотнова[118]
- 099 Васильевская степь[119]
- 100 Исток реки Терешки[120]
- 101 Культура сосны обыкновенной (Б.-Сызган)[121]
- 102 Марьевское обнажение[122]
- 103 Меловые степи с караганой
- 104 Меловые холмы с растениями и насекомыми[123]
- 105 Реликтовые растения[124]
- 106 Родник Владимирской Богоматери[125]
- 107 Родник Гремячий Ключ[126]
- 108 Родник Дедушкин (Молельный)[127]
- 109 Родник Ильинский[128]
- 110 Родник с. Зыково[129]
- 111 Родник Святой Николай[130]
- 112 Родник Серебряный[131]
- 113 Родник Уличный (Святого Левонтия)[132]
- 114 Родник Черемушки[133]
- 115 Родник Комаровка[134]
- 116 Святой родник[135]
- 117 Степная Балка[136]
- 118 Ясашноташлинский бор[137]
- 119 Аксаковское болото[138]
- 120 Белогорский овраг[139]
- 121 Варваровская степь[140]
- 122 Вечное болото[141]
- 123 «Вырыстайкинская степь»[142]
- 124 «Каменистые меловые степи у села Тушна»[143]
- 125 «Лебяжье болото»[144]

Планируется создание памятника природы регионального значения Акуловская степь